# Germán Riesco
Germán Riesco (ur. 28 maja 1854 w Rancagui, zm. 8 grudnia 1916 w Santiago) – adwokat i polityk chilijski, prezydent kraju w latach 1901–1906.
Był synem Mauricio Riesco Droquetta i Carloty Errázuriz Zañartu. Uczył się w Seminarium Conciliar, następnie studiował prawo na stołecznym Uniwersytecie Chile, które ukończył w 1875 roku z tytułem adwokackim. W latach 1870–1898 pracował w wymiarze sprawiedliwości dochodząc do funkcji skarbnika Sądu Najwyższego. W 1900 roku został senatorem, a rok później wysunięto jego kandydaturę na urząd prezydenta. Wygrał z Pedrom Monttem stosunkiem głosów 184:83. Zaprzysiężenie nastąpiło 18 grudnia 1901 roku. Prezydentura Riesco przypadła na kulminacyjny okres kryzysu politycznego Chile – ministrowie jego administracji pełnili urząd średnio przez trzy i pół miesiąca. Niewątpliwym osiągnięciem jego kadencji był pokój z Boliwią po wojnie saletrzanej zawarty 20 października 1904 roku. Podpisano również pakt majowy z Argentyną zakładający pokojowe rozwiązywanie konfliktów granicznych. Jako były pracownik wymiaru sprawiedliwości Riesco przywiązywał dużą wagę do stworzenia stosownych ram prawnych dla tej dziedziny życia – uchwalono kodeks postępowania cywilnego (1902) i kodeks postępowania karnego (1906). Rząd był również aktywny na polu edukacji – utworzono szereg nowych szkół i internatów. 22 października 1905 grupa najuboższych mieszkańców stolicy udała się pod Pałac La Moneda żeby zaprotestować przeciw utrzymywaniu przez rząd sztucznie wysokich cen mięsa. Kiedy prezydent się nie pojawił tłum zaczął szturmować rezydencję prezydencką – w wynikłych z tego tygodniowych zamieszkach zginęło od 200 do 250 osób, a 500 zostało rannych. Riesco ustąpił z urzędu 18 grudnia 1906 roku, rezygnując z udziału w życiu publicznym. Zmarł w Santiago 8 grudnia 1916 roku w wieku 62 lat.